# Lizza Lonch
Lizza Lonch es un grupo de rock de México.

## Trayectoria
Si existe una banda de rock en la actualidad caracterizada por ascender dentro de la cultura popular por sus propios méritos, es Lizza Lonch. Esta agrupación mexicana originaria de la ciudad de (Toluca, Estado de México) combina sonidos útiles y elegantes con poderosos y energéticos ritmos, haciendo impresionante la experiencia de escucharlos en vivo.
Su álbum de debut "Polen", editado en el año 2000, fue bien recibido por los adeptos al post-grunge y obtuvo críticas positivas sobre la mayoría de sus contemporáneos, sus temas sonaron en las estaciones de radio y hubo interés y expectativas por parte de la gente, Lizza Lonch fue nominado como mejor grupo nuevo en la encuesta nacional de la revista Nuestro Rock (2000), asegurando su lugar dentro de la escena nacional.
"Sueños para navegar", el primer sencillo de "Polen", atrapó la atención de multitudes en los conciertos, garantizando 12000 copias en ventas del álbum (nada mal, tratándose de una producción independiente), también destacaron los temas "Mantarraya", "   Revólver", "Soledad" y "Colores", que aún suenan en los conciertos a petición de los fanes de la banda.
Los años posteriores al disco, Lizza Lonch los dedicó a consolidarse sobre el escenario y en el 2001 mostraron por primera vez la canción "Kriptonita" en un álbum acoplado, demostrando la evolución de la banda y constante búsqueda de un sonido fresco y actual.
El lanzamiento del segundo álbum sucedió hasta finales del 2004, "Kriptonita" que incluye 14 temas y se manejó de manera independiente, la aceptación de los temas por el público, motivó la búsqueda de una compañía disquera que facilitara la distribución y promoción del mimo a nivel nacional e internacional, en el 2005 la compañía independiente BOXrecords pretendía editar una nueva versión del disco "Kriptonita", completamente regrabado y mejorado, desafortunadamente este material no ha salido a la luz, debido a la desaparición de BOXrecords, actualmente la agrupación busca una compañía que se interese en esta producción.
Lizza Lonch es una agrupación que funciona bien bajo la presión de la realidad y el medio que los rodea, exigiéndose solo lo mejor de sí mismos, explotando todos los recursos a su alcance con música sólida de principio a fin, a través de un amplio rango de emociones, la evolución de lizza lonch en "Kriptonita" va más allá que el hecho de colocar un álbum en las tiendas de discos, un excelente disco que enorgullece a la banda y seguramente agradará a los fanes del género pop-rock.
Para realizar "Kriptonita", Lizza Lonch coleccionó sus mejores canciones, ofreciendo un trabajo lleno de emociones y energía, con dramáticas voces y letras frescas, directas y comprensibles que dibujan al oído los movimientos del espíritu con música, como simple arte de expresión, estos sonidos permanecerán en la radio por muchos años.
Para lizza lonch su público es el suceso más importante, es sorprendente ver las emociones y la pasión que muestra la audiencia durante el concierto.
Recientemente Lizza Lonch participó, junto con otras bandas mexicanas, en un concurso del canal musical MTV (al aire en noviembre/diciembre de 2006) para ser la banda telonera del grupo Maná (banda).
El lanzamiento de Kriptonia reedición ocurrió a finales del 2006 esta producción incluye 13 temas, se manejó con CDI. 
Integrantes
- "Mo (voz)
- "Emilio García (guitarra)
- "Beto García (guitarra)
- ""J" (batería)
- "Osbaldo Figueroa (bajo).

Discografía
- Polen (Opción Sónica / XOC) 2000
- Kriptonita (Independiente) 2004
- Kriptonita (Reedición CDI) 2006
- Rosa Limon (Independiente) 2009

Sencillos
- "Años Luz" 2006
- "Aro" 2006
- "Sueños para navegar" 2000
- "Mantaraya" 2000
- "Disfraz" 2000

Acoplados
- "Plug" (XOC / Producción Lonch) 2001
- "Tribal" (Nuestro Rock) 2003

Otros
- Noviembre de 2005 "Loosing my Religion" (R.E.M.) (versión Lizza Lonch)

- Datos: Q5666344